# Abchaziens kommunistiska parti
Abchaziens kommunistiska parti, AKP (abchaziska: Аҧсны Акомунисттә Апартиа, Apsny Akomunisttw Apartia; georgiska: აფხაზეთის კომუნისტური პარტია, Apchazetis komunisturi partia; ryska: Коммунистическая партия Абхазии, Kommunistitjeskaja partija Abchazii) är ett politiskt parti i den georgiska utbrytarrepubliken Abchazien. Partiet leds av Lev Sjamba.
Partiet grundades år 1921 och leddes då av J. Esjba. Under sommaren 1918 hade Esjba startat en bolsjevistisk militär-revolutionär kommitté i Suchumi. Under Sovjetunionen var AKP en del av Sovjetunionens kommunistiska parti.
I Presidentvalet i Abchazien 2011 stödde partiet kandidaten Sergej Sjamba.